# 大施利克山

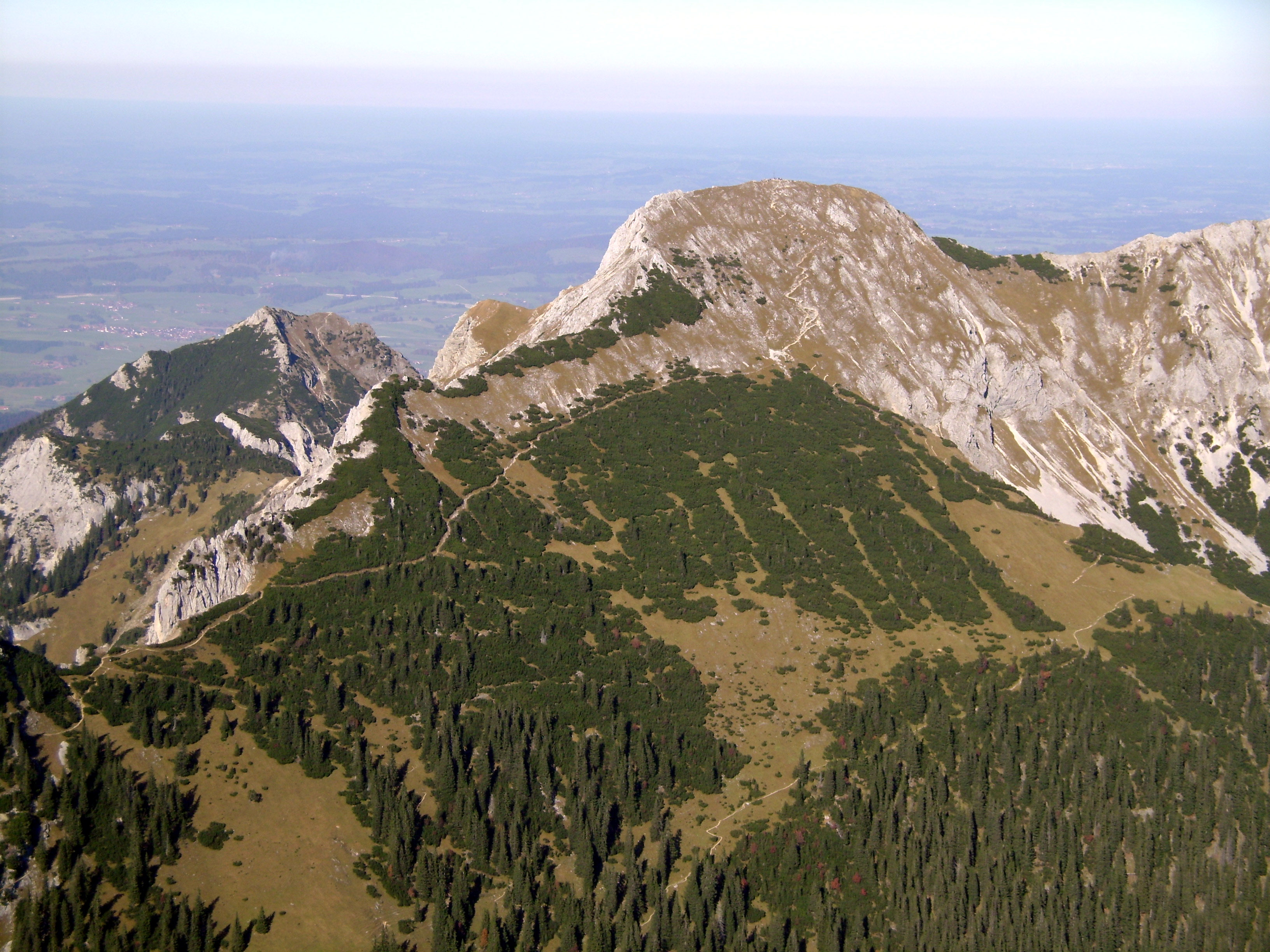

47°31′06″N 10°37′24″E / 47.51833°N 10.62333°E
大施利克山（德語：Große Schlicke），是奧地利的山峰，位於該國西部，由蒂羅爾州負責管轄，屬於阿爾高阿爾卑斯山脈的一部分，距離京珀爾山1.8公里，海拔高度2,059米，每年平均降雨量1,698毫米。